# La casa del sì
La casa del sì (The House of Yes) è un film del 1997, diretto da Mark Waters, tratto dal testo teatrale di Wendy MacLeod.

## Trama
È il 1983 e, per il giorno del ringraziamento, Marty assieme alla fidanzata Leslie si reca a Washington a trovare la famiglia. Marty ritrova la madre e il fratello Anthony, ma soprattutto la sorella gemella Jacqueline. La bizzarra sorella si fa chiamare "Jackie-O" e ama vestirsi con lo stesso vestito rosa che Jacqueline Kennedy indossò il giorno dell'omicidio di suo marito. Madre e figlia non vedono di buon occhio Leslie e, complice un temporale, l'aria in casa diventa sempre più tesa fino a che non vengono a galla i segreti di famiglia, come il rapporto morboso e al limite dell'incesto tra Marty e Jackie. Mentre Anthony cerca di sedurre Leslie, Jackie farà di tutto assieme alla madre pur di non vedere partire nuovamente Marty.